# Lexington (Minnesota)
Pour les articles homonymes, voir Lexington.
Lexington est une ville américaine située dans le Comté d'Anoka, dans le Minnesota. Selon le recensement de 2010, sa population est de 2 049 habitants.